# Il palladio conservato
Il palladio conservato (deutsch: „Das bewahrte Palladion“) ist ein Libretto zu einer azione teatrale in einem Akt von Pietro Metastasio. Erstmals aufgeführt wurde es in der Vertonung von Georg Reutter am 1. Oktober 1735 zum Geburtstag Kaiser Karls VI. in den Privatgemächern der kaiserlichen Residenz der Favorita in Wien. Die Ausführenden waren die jugendlichen Erzherzoginnen Maria Theresia und Maria Anna sowie vermutlich ihre Erzieherin Karoline Gräfin Fuchs.

## Handlung
Die Handlung des Librettos basiert auf einem historischen Ereignis, das in den Auszügen des 19. Buchs von Titus Livius’ Ab urbe condita und im sechsten Buch der Fasti des Ovid überliefert ist: Das Palladion, eine als heilig angesehene Statue der Pallas, wurde vom Konsul Metellus vor einem Tempelbrand gerettet.

“È noto che un simulacro di Pallade, conosciuto dall’Antichità sotto nome di Palladio fosse trasportato da Troia nel Lazio, e che, per la costante opinione che dalla conservazione di quello dipendesse il destino del Romano impero, fosse poi consegnato alle Vestali, perchè gelosamente il custodissero. Avvenne dopo la prima guerra Punica che un grave improvviso incendio s’apprese nel Tempio appunto, dove il Palladio suddetto si conservava. Spaventate, e confuse le Vergini custodi non sapean per qual via difendere il sacro Pegno dalle sollecite fiamme: e il popolo, atterrito da sì funesto presagio, piangeva già come indubitata la ruina della fortuna Romana. Quando accorso al tumulto il generoso Metello, quell’ istesso che avea poc’ anzi trionfato dei debellati Cartaginesi, posponendo alla pubblica la sua privata salvezza, lanciossi in mezzo all’incendio, passò tra’l fumo, e le fiamme a’penetrali del Tempio, ne trasse illeso il Palladio, e ristabilì con sì gran prova di pietà, e di coraggio tutte le speranze di Roma. Liv. Epit. lib. XIX. Ovid. Fast. lib. VI, &c.”

„Es ist bekannt, dass eine Statue der Pallas, die seit der Antike unter dem Namen Palladion bekannt ist, von Troja nach Latium gebracht wurde, und dass sie wegen der allgemeinen Meinung, dass das Schicksal des römischen Reiches von ihrer Bewahrung abhänge, an die Vestalinnen übergeben wurde, damit diese sie eifersüchtig bewachten. Nach dem Ersten Punischen Krieg geschah es, dass plötzlich ein verheerendes Feuer im Tempel genau an der Stelle ausbrach, an der das Palladion bewahrt wurde. Erschrocken und verwirrt wussten die jungfräulichen Wächterinnen nicht, wie sie das heilige Pfand vor den andrängenden Flammen bewahren sollten: und das Volk, erschrocken von diesem düsteren Vorzeichen, weinte bereits über den sicheren Untergang des römischen Glücks. Da stellte der großmütige Metellus, derselbe, der kurz zuvor über die bezwungenen Karthager triumphiert hatte, sein persönliches Heil dem allgemeinen nach, stürzte sich in die Mitte des Feuers, drang durch den Rauch und die Flammen in den Tempel ein, brachte das Palladion unversehrt heraus und stellte mit einem so großen Beweis der Treue und des Mutes alle Hoffnungen Roms wieder her. Liv. Epit. lib. XIX. Ovid. Fast. lib. VI, &c.“

Ein heiliger Wald um den Aufenthaltsort der Vestalinnen.
Die Vestalin Clelia drängt ihre beiden Gefährtinnen Erennia und Albina, die Vorbereitungen zur Opferfeier für die Göttin Pallas zu beschleunigen. In deren Tempel wird das Palladion aufbewahrt, eine wertvolle Statue der Pallas, die der Legende nach eng mit dem Schicksal Roms verbunden ist. Auf Erennias und Albinas Frage nach dem Grund für die Eile antwortet Clelia zunächst vage, dass sie nicht wissen, an welchem Tag die Göttin erscheinen werde. Sie habe jedoch bereits Vorzeichen gesehen. Erennia macht sich auf den Weg zum Tempel. Clelia erzählt Albina nun, wie ihr Pallas (hier Minerva genannt) unter Blitzen und Donnerschlägen erschienen sei und angekündigt habe, dass der Himmel noch heute durch ein Wunder seine Geheimnisse enthüllen werde. Albina bekennt, dass auch sie im Traum eine Vision hatte: Sie habe sich in der Nähe des Tempels befunden, als sich der Himmel plötzlich verdüsterte und ein heftiger Sturm ausbrach. Dann habe sich der Adler Jupiters auf einem Lorbeerbusch niedergelassen, und im selben Moment kehrte wieder Ruhe ein.
Albina macht sich auf den Weg zum Heiligtum, kehrt aber sofort zurück und berichtet entsetzt, dass der Tempel in Flammen stehe. Aber schon kommt auch Erennia und erzählt von dem großmütigen Helden, der das Palladion gerettet habe. Sie beschreibt nun den Schrecken des Feuers detailliert. Alle Anwesenden, sie selbst eingeschlossen, seien wie gelähmt gewesen, als schließlich Metello, der Bezwinger Afrikas, die Initiative ergriffen habe. Nachdem er die Feigheit der untätigen Bürger gescholten habe, habe er sich alleine in die Flammen gestürzt und die Statue in Sicherheit gebracht. Das ganze Volk habe beschämt zugesehen und mit Tränen in den Augen geschwiegen.
Nachdem die Erzählung beendet ist, bemerkt Albina, dass Clelia wie gebannt in den Himmel starrt und auch ihr Antlitz die Farbe gewechselt hat. Clelia hat in einer göttlichen Vision die tiefere Bedeutung des Geschehens erfahren und erklärt sie ihren Gefährtinnen: Das Schicksal verspricht ihnen einen großen Nachfahren: Metello ist ein Symbol für Kaiser Karl VI., dessen Geburtstag der Anlass für das Schauspiel ist.

## Geschichte
Nach Le cinesi und Le grazie vendicate ist Il palladio conservato das dritte Werk, das Metastasio 1735 für Privataufführungen am Wiener Hof geschrieben hatte. Alle drei Werke wurden von den jugendlichen Erzherzoginnen Maria Theresia und Maria Anna und einer Hofdame aufgeführt, bei der es sich wohl um ihre Erzieherin Karoline Gräfin Fuchs handelte. Der Metastasio-Herausgeber Bruno Brunelli vermutete allerdings, dass die dritte Ausführende die Gräfin Althann, eine Freundin und Gönnerin Metastasios, gewesen sein könnte. Il palladio conservato wurde wie auch Il sogno di Scipione für die Geburtstagsfeier des österreichischen Kaisers Karl VI. am 1. Oktober 1735 geschrieben. Die beiden Werke stehen in engem Zusammenhang mit den militärischen Rückschlägen Karls VI. in Italien während des Polnischen Thronfolgekriegs, die u. a. zum Verlust Neapels und Siziliens führten. Diese Verluste wurden zwei Tage nach der Geburtstagsfeier im Präliminarfrieden vom 3. Oktober vorläufig festgeschrieben. Während das Textbuch zu Il palladio conservato diesen Zusammenhang nur andeutet („azione teatrale allusiva alle vicende di quel tempo“), wird er bei Il sogno di Scipione konkret genannt („azione teatrale allusiva alle sfortunate campagne delle armi austriache in Italia“). Zum Zeitpunkt der Aufführung war der endgültige Ausgang der Auseinandersetzungen noch ungewiss, denn der Krieg wurde offiziell erst am 18. November 1738 im Frieden von Wien beendet. Daher sind der Verlauf und das Ende der Handlung optimistisch gehalten.
Das Werk enthält viele Anspielungen an die politische Lage und auch die zum Anlass der Geburtstagsfeier üblichen Huldigungen an den Kaiser. So ist gleich zu Beginn von einer Feier für die Göttin Pallas die Rede – ein Symbol für die Feierlichkeiten am Wiener Hof. Nach der Rettung der Statue wird der Held Metello von Clelia als Symbol für den Kaiser erkannt. Das Volk selbst verhält sich passiv und bewundert seine Heldentat. Es soll gleichsam dem für die Verteidigung verantwortlichen Anführer vertrauen. Der optimistische Grundcharakter des Werks wird bereits während des dramatischen Höhepunktes, dem Tempelbrand, deutlich, denn die schrecklichen Details werden erst geschildert, nachdem bereits klar ist, dass die Statue gerettet wurde. Durch das Bild des Lorbeers, dessen Schatten stetig mehr Boden bedeckt, wird das Publikum schließlich über das Schicksal der fernen Gebiete Österreichs beruhigt. Auch Clelias letzte Arie nimmt dieses positive Thema wieder auf, wenn sich das „blutende“ („sanguigno“) Licht der Sterne in umso schöneres Funkeln verwandelt.
Typisch für Metastasio ist die Integration musikalisch gedachter Elemente in den Text wie die bildlich geschilderte Sturmszene mit Blitzen und Donnerschlägen und die Beschreibung der Rückkehr des milden Zephyr-Windes beim Nachlassen des Sturms in einer Arie Albinas. In diesem Stück findet die eigentliche Handlung hinter der Szene statt. Sie wird von den verschiedenen Charakteren lediglich erzählt. Ein Grund dafür ist der Aufführungsort in den Privatgemächern des Palasts, der keine großen Bühneneffekte wie einen brennenden Tempel zuließ. Der Hauptgrund war jedoch der Wunsch des Autors, eine Parallele zwischen der Situation des Zuschauers und jener der Vestalinnen zu schaffen. In beiden Fällen wird das Geschehen – im Tempel bzw. auf den Schlachtfeldern Italiens – aus der Ferne betrachtet. Der Held bzw. der König erscheint als wohltätiger Gott, der das öffentliche Wohl hinter den Kulissen sicherstellt.
Die Aufführung zum Geburtstag des Kaisers wurde so gut aufgenommen, dass die Erzherzoginnen das Stück ein zweites Mal spielen mussten (laut Titelblatt am 4. November 1735 zum Namenstag des Kaisers). Auch Metastasio selbst rühmte in Brief an seinen Bruder Leopoldo die darstellerischen Leistungen der Ausführenden.

## Vertonungen
Folgende Komponisten vertonten dieses Libretto:
| Komponist                                | Uraufführung                        | Aufführungsort | Anmerkungen                                                       |
| ---------------------------------------- | ----------------------------------- | -------------- | ----------------------------------------------------------------- |
| Georg Reutter                            | 1. Oktober 1735, Hoftheater         | Wien           | zum Geburtstag Kaiser Karls VI.                                   |
| Franz Joseph Leonti Meyer von Schauensee | 11. November 1743, Teatro Viceregio | Cagliari       | „operetta“                                                        |
| Luciano Xavier Santos                    | 29. Juni 1773, Palazzo Queluz       | Lissabon       | „dramma per musica“; auch am 13. Mai 1783                         |
| Ferdinando Robuschi                      | um 1805                             |                | „Cantata per Musica“; gewidmet Maria Carolina, Königin von Neapel |

## Digitalisate
1. ↑  Pietro Metastasio, Horace: Opere del Signor abate Pietro Metastasio ...:. Presso la Vedova Herissant, nella Via Nuova di Nosta-Donna, alla Croce d'oro., 1780, S. 341 (google.com).
2. ↑  Libretto (italienisch) der Serenata von Georg Reutter, Wien 1735 als Digitalisat im Museo internazionale e biblioteca della musica di Bologna.